# Каминский, Семён Матвеевич
Семён Матвеевич Каминский (20 апреля 1941, Москва — 25 июля 2023) — советский и российский писатель, артист эстрады, режиссёр, преподаватель, конферансье и автор песен.

## Биография

### Творческая деятельность
Выпускник КАИ, руководитель СТЭМа (Студенческий театр эстрадных миниатюр) авиационного института в 60-е годы.
Песни Семёна Каминского принесли популярность ВИА «Синяя Птица». Лауреат первого Всесоюзного фестиваля СТЭМов. Обладатель премий «Песня года» и «Золотой теленок».
Песни Семёна Каминского исполняли российские звезды эстрады такие как: Людмила Гурченко, Лев Лещенко, Валерий Леонтьев, Валентина Толкунова, Клавдия Шульженко, Ольга Воронец, Галина Ненашева и другие.
Художественный руководитель ансамбля «Трижды Три»
Автор и режиссёр программ ВИА: «Галактика», «Верные сердца», «Синяя птица»
Преподавал вo Всероссийской творческой мастерской эстрадного искусства (ВТМЭИ) — 1972—1974 гг. Выпускники  этой мастерской Татьяна Садофьева, Сергей Литовских, Наталья Мордкович стали лауреатами всесоюзных и всероссийских фестивалей.

### Обстоятельства смерти
20 июля 2023 года Семён Каминский попал в ДТП на 74-м км автодороги М-2. По данным портала 5-tv.ru., 82-летнего мужчину доставили в одну из подмосковных больниц с травмой головы.
25 июля 2023 года он скончался.

### Семья
- Отец  — Каминский Матвей Федорович (10 ноября 1910 — 29 января 1997) — с 1938 по 1939 год — заместитель наркома пищевой промышленности А. И. Микояна, с 1939 по 1944 — председатель объединения «Станкоимпорт», с 1945 по 1947 — представитель советских оккупационных властей в Германии, отвечал за конфискацию промышленного оборудования, передаваемого Советскому Союзу в качестве репарации. С 1948 по 1951 — замдиректора 25 авиационного завода, был смещён в ходе антисемитской кампании.
- Мать —  Каминская Мария Иосифовна (31 декабря 1914 — 28 ноября 2014) — экономист ЦСУ.
- Семён Каминский был женат на Нине Костиковой с 1974. Четверо детей.

## Дискография[5]
- Масленица (С. Каминский — В. Илькун, С. Каминский) хор и оркестр
- Первоклассница (С. Каминский) Валерий Боков
- Полтинник (С. Каминский) Семён Каминский
- Помоги (С. Каминский — В. Харитонов) Вадим Мулерман
- Прости (С. Каминский — В. Харитонов) ВИА «Синяя птица»
- Размышление (С. Каминский — В. Бут) Клавдия Шульженко
- Старый вальс (С. Каминский) Валентина Толкунова
- Ай-ай-ай (Т. Ефимов — С. Каминский) Ансамбль «Трижды три» (Валентина Игнатьева, Теодор Ефимов, Семён Каминский, Евгений Кузнецов)
- Всё на свете впервые (Б. Ривчун — С. Каминский) Валерий Леонтьев
- Встреча с любовью (Б. Кру — Б. Гаудио/р.т. С. Каминский) Нина Бродская
- Зимняя песня (Савио — р.т. С. Каминский) ВИА «Лада»
- Корабль воспоминаний (Мексиканская н.п. — р.т. С. Каминский) Аида Ведищева
- Любимый мой (А. Днепров — С. Каминский) ВИА «Синяя птица»
- Любовь (Н. Рота — р.т. С. Каминский) Нина Бродская
- Миг и вечность (А. Чёрный — С. Каминский) Алексей Чёрный
- Наташа (В. Малежик — С. Каминский) ВИА «Голубые гитары»
- Осень поздняя (Б. Ривуч — С. Каминский) Валерий Леонтьев
- От любви не убегай (М. Болотный — С. Каминский) ВИА «Синяя птица»
- Поэты (Т. Ефимов — С. Каминский) Ансамбль «Трижды три» (Валентина Игнатьева, Теодор Ефимов, Семён Каминский, Евгений Кузнецов)
- Свет мой ясный (В. Малежик — С. Каминский) Екатерина Шаврина и Михаил Котляр
- Сердцу не прикажешь (А. Булатов — В. Фельдман, С. Каминский) Вадим Мулерман
- Хочешь, я стану дождиком (Т. Ефимов — С. Каминский) ВИА «Синяя птица»
- Добрый гном (автор С. Каминский)[6]
- Я ухожу на север (Р. Болотный — С. Каминский) ВИА «Синяя птица»

## Награды и звания
1. Обладатель приза Союза писателей СССР как лучший автор фестиваля «За лучшие сатирические миниатюры» — С.  Каминский из Казани (приз за миниатюру «Лестница»)[7][8][9]
2. СТЭМ КАИ — лауреат фестиваля студенческих эстрадных театров 1966 г. (Семен Каминский — художественный руководитель, главный режиссер)[10]
3. Лауреат премии ЦК ВЛКСМ в номинации «за гражданственность» в рамках того же фестиваля.
4. Лауреат премии «Золотой телёнок» 1973 г. (премия учреждена Литературной газетой)
5. Лауреат VI Всесоюзного Конкурса Артистов Эстрады 1979 г., в вокальном жанре, коллектив «трижды три» (Семен Каминский — художественный руководитель)[11][12]
6. Лауреат песни года 1995. «Старый вальс» в исполнении В. Толкуновой и Л. Серебренникова (музыка, слова)[13]
7. Организатор и бессменный председатель жюри Всероссийского Фестиваля Студенческих Молодежных Театров «Икариада» им. Аркадия Райкина[14][15]